# Periklís Iakovákis
Periklís Iakovákis (grekiska: Περικλής Ιακωβάκης), född 24 mars 1979, grekisk friidrottare som tävlar på 400 meter häck.
Iakovákis genombrott kom när han 1998 blev världsmästare på 400 meter häck för juniorer. Han deltog vid Olympiska sommarspelen 2000 men blev utslagen redan i försöken. 
Hans första mästerskapsfinal var EM-finalen i München 2002 där han slutade på femte plats på tiden 49,07. Han var även i final vid VM 2003 där han slutade på en tredje plats på tiden 48,24. Vid Olympiska sommarspelen 2004 tog han sig vidare till semifinalen men väl där blev han utslagen. Inte heller vid VM i Helsingfors 2005 lyckades han ta sig vidare till en final och slutade femma i sin semifinal vilket inte räckte till en finalplats. 
En stor framgång blev EM i Göteborg 2006 där han vann guld på tiden 48,46. Samma år vann han även IAAF World Athletics Final 2006 i Stuttgart på tiden 47,92.
Vid VM 2007 var han i final men slutade på en sjätte plats. Även vid Olympiska sommarspelen 2008 tog han sig vidare till finalen men blev där sist på tiden 49,96.
Han var även i final vid VM 2009 där han slutade på en femte plats. Han avslutade friidrottsåret med att bli trea vid IAAF World Athletics Final 2009.

## Personliga rekord
- 400 meter häck - 47,82 sek från 2006